# HCHN
HCHN is een Nederlandse hockeyclub uit de Overijsselse plaats Nijverdal.
De club werd opgericht op 13 januari 1975 en speelt op Sportpark Gagelman waar ook de voetbalverenigingen RKSV De Zweef en v.v. DES zijn gevestigd. Het eerste herenteam kwam in het seizoen 2019/20 uit in de Vierde klasse en het eerste damesteam kwam ook uit in de Vierde klasse van de KNHB.